# Stocksee
Stocksee est une commune allemande du Schleswig-Holstein, située dans l'arrondissement de Segeberg (Kreis Segeberg), à 20 kilomètres au nord de la ville de Bad Segeberg. Stocksee est l'une des huit communes de l'Amt Bornhöved dont le siège est à Trappenkamp.